# Peter Wolfgang Wygodzinsky
Peter Wolfgang Wygodzinsky, född den 5 oktober 1916 i Bonn, död den 27 januari 1987 i Middletown, Orange County, New York, var en amerikansk entomolog som arbetade i Argentina, Brasilien och USA. Han är mest känd för sitt arbete på rovskinnbaggar.
Auktorsnamnet Wygodzinsky kan användas för Peter Wolfgang Wygodzinsky i samband med ett vetenskapligt namn inom zoologin; se Wikipedia-artiklar som länkar till auktorsnamnet.